# Rhys Ifans
Rhys Ifans (født Rhys Evans 22. juli 1967) er en walisisk skuespiller kendt fra film som The Shipping News, The Replacements og Human Nature.

## Udvalgt filmografi
- Twin Town (1997)
- Notting Hill (1999)
- The Replacements (2000)
- Little Nicky (2000)
- The Shipping News (2001)
- Human Nature (2001)
- Hannibal Rising (2007)
- Elizabeth: The Golden Age (2007)
- Mr. Nobody (2009)
- The Boat That Rocked (2009)
- The Amazing Spider-Man (2012)
- Elementary (2013)
- Alice i Eventyrland: Bag spejlet (2016)
- Spider-Man: No Way Home (2021)